# Milking the Goatmachine
Milking the Goatmachine je německá hudební skupina, hrající death metal až deathgrind. 
Skupina je charakteristická tím, že její členové vystupují v kozích maskách, pouze Tony Goatana má masku vlka. Skupina byla založena v roce 2008 v sestavě Goatleeb Udder (bicí a zpěv) a Goatfreed Udder (sólová kytara), k nimž se zakrátko přidal baskytarista Lazarus Hoove a další kytarista, jehož jméno nezveřejnili. V roce 2011 neznámý kytarista skupinu opustil a nahradil ho Tony Goatana. V roce 2011 se účastnili několika festivalů včetně českého Masters of Rocku a slovinského Metalcampu. Skupina nahrává v rakouském vydavatelství NoiseArt Records.

## Diskografie

### Alba
- Back from the goats (2009)
- Seven… a Dinner for One (2010) – vypráví v death metalovém stylu o vlku a 7 kůzlátkách
- Clockwork Udder (2011)
- Stallzeit (2013)
- Goatgrind (2015)
- Milking in Blasphemy (2017)
- From Slum to Slam - The Udder Story (2019)

### Videoklipy
Nahráli zatím 4 oficiální videoklipy k písničkám:
- Surf Goatragua (Back from the goats)
- Sour Milk Boogie (Back from the goats)
- Here Comes Uncle Wolf (Seven… a Dinner for One)
- Milk Me Up Before I Go Go (Seven… a Dinner for One)
- Human Domestication (Clockwork Udder)

Mezi neoficiální videoklipy patří písnička Like a Goatmachine (Seven… a Dinner for One) a Bingo Bongo – I don't want to leave the Congo.